# Acranthera yatesii
Acranthera yatesii är en måreväxtart som beskrevs av Elmer Drew Merrill. Acranthera yatesii ingår i släktet Acranthera och familjen måreväxter. Inga underarter finns listade i Catalogue of Life.